# ساندر غرينلاند
ساندر غرينلاند (بالإنجليزية: Sander Greenland)‏ هو عالم وبائيات ‏ أمريكي، ولد في 16 يناير 1951.